# Eriocaulon rajendrababui
Eriocaulon rajendrababui är en gräsväxtart som beskrevs av R. Ansari och Nambiyath Puthansurayil Balakrishnan. Eriocaulon rajendrababui ingår i släktet Eriocaulon och familjen Eriocaulaceae. Inga underarter finns listade i Catalogue of Life.